# Iglesia del Cristo del Valle
La iglesia del Cristo del Valle es un templo católico de la localidad española de San Carlos del Valle, en la provincia de Ciudad Real. Cuenta con el estatus de bien de interés cultural.

## Descripción
La iglesia se ubica en un extremo de la plaza mayor de la localidad ciudadrealeña de San Carlos del Valle, en Castilla-La Mancha.

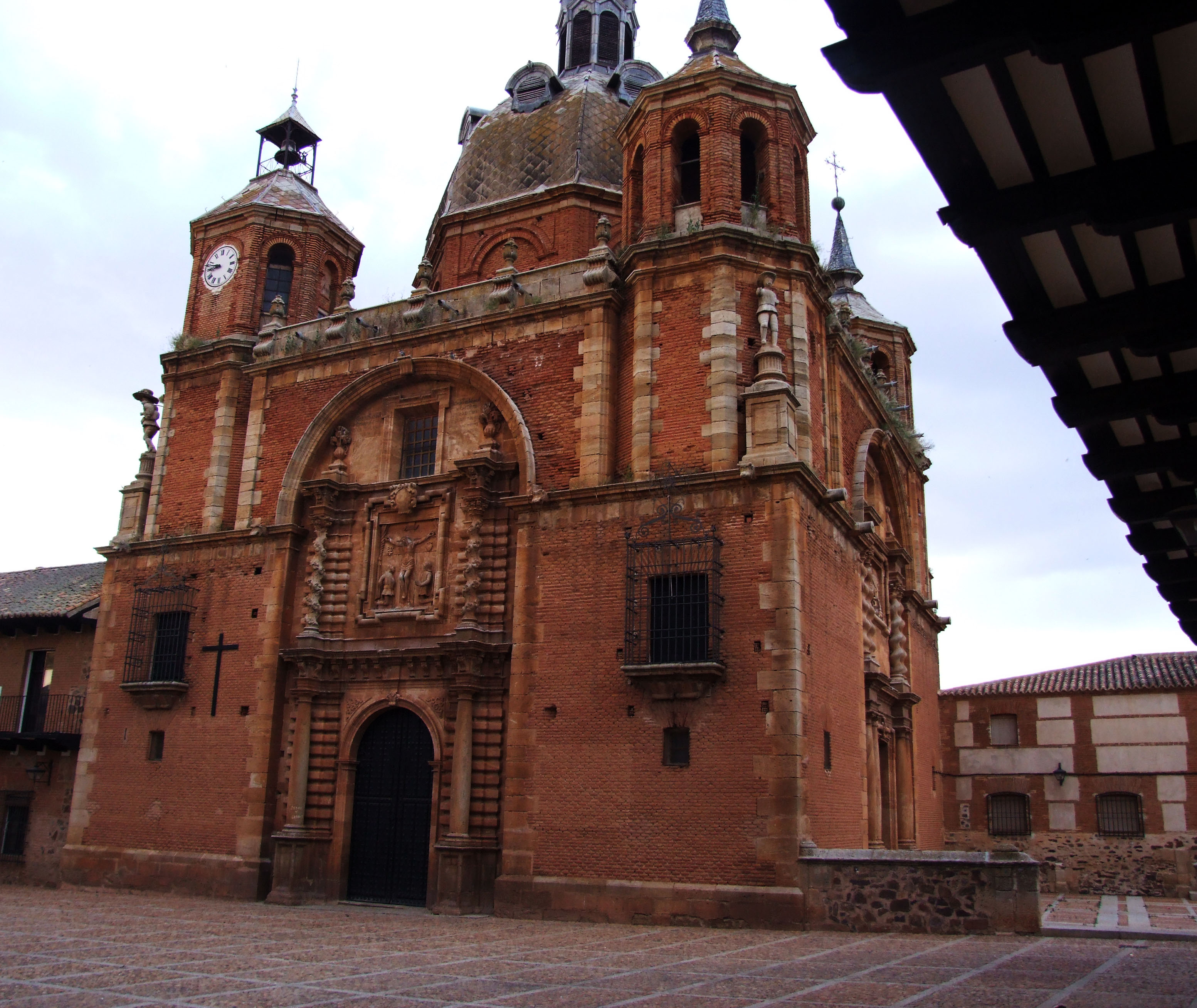
Iglesia del Cristo de San Carlos del Valle

Fue construida sobre el santuario de Santa Elena, donde según la leyenda habría aparecido un Cristo milagroso que dejó en un pajar un extraño caminante. El edificio es de estilo barroco y tiene planta de cruz griega con una gran cúpula central de tambor octogonal y cuatro torres en los ángulos, igualmente octogonales, coronadas por chapiteles y con figuras de difícil significado en su base. Las cuatro torres están cubiertas con el típico chapitel madrileño. La cúpula central llega a más de 28 metros en su interior, en el exterior está coronada por una aguda flecha chapitel de impronta norte-europea muy alta, que alcanza casi los 50 metros desde el suelo. El 17 de abril de 1993 fue declarada Bien de interés cultural.
Las fachadas son de fábrica de ladrillo visto con imposta, cornisas y pilastras de piedra. Cuenta con dos portadas de grandes arcos. En la primera destaca una portada-retablo dentro de un arco rehundido, con cuerpo inferior de columnas toscanas y superior de columnas salomónicas, sobre paramento almohadillado. En el centro hay un relieve de Cristo y el milagro de los ladrones.
La otra fachada es igual que la anterior aunque de mayor riqueza ornamental, con columnas dobles a los lados de la puerta y con un bajorrelieve con Santiago a caballo; la puerta es adintelada.
La iglesia, construida entre 1713 y 1729, es uno de los mejores ejemplos del barroco tardío en la provincia de Ciudad Real.

## Estatus patrimonial

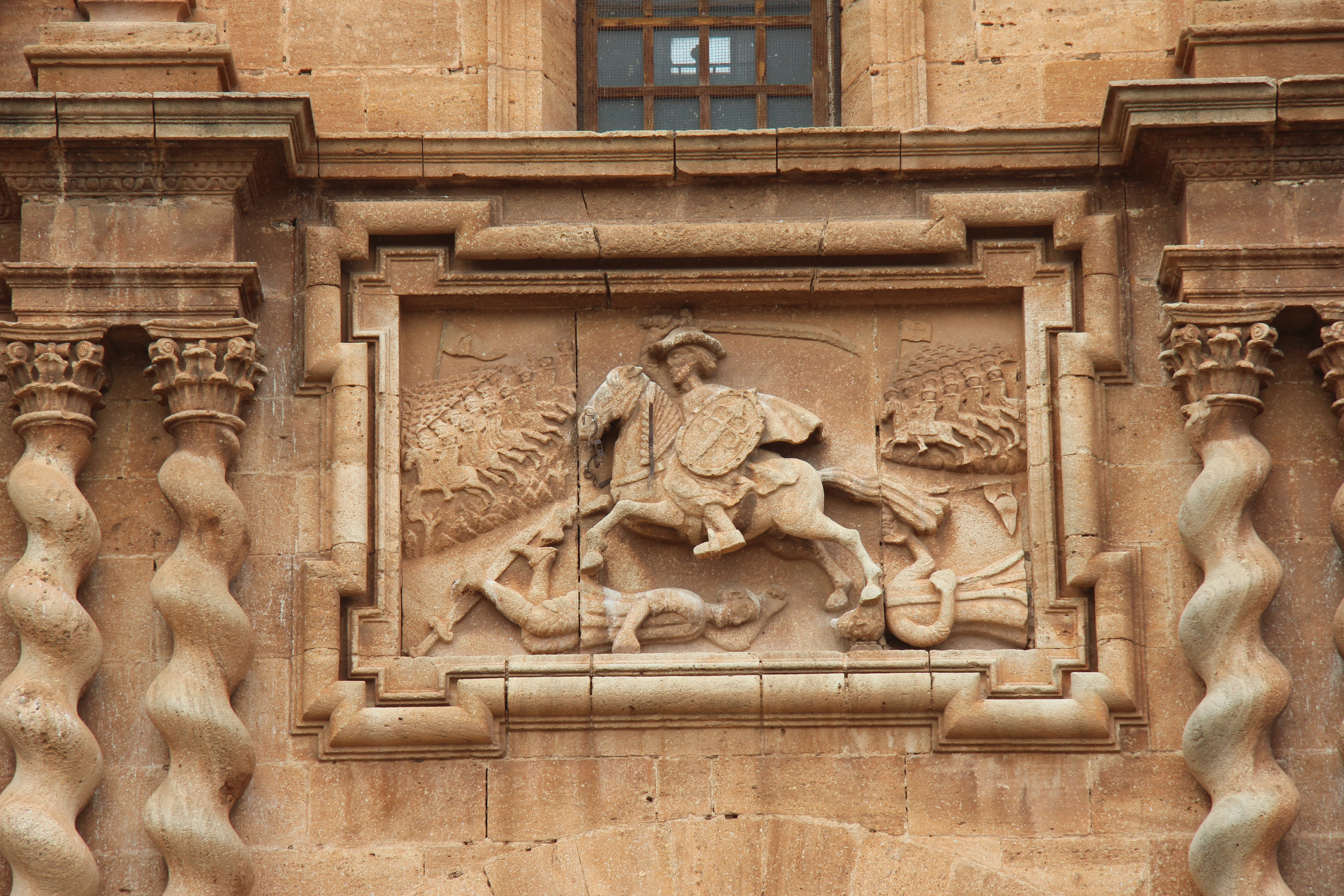
Bajorrelieve de Santiago a caballo

El inmueble fue declarado Bien de Interés Cultural, en la categoría de monumento, el 11 de octubre de 1993, mediante un decreto publicado el día 29 de ese mismo mes en el Diario Oficial de Castilla-La Mancha (DOCM).